# 武村站
武村站是位于河南济源市轵城镇的一个铁路车站，邮政编码454672。车站建于1970年，有焦柳铁路经过该站，现仅办理货运业务，不办理客运业务。车站距离月山站64公里，隶属郑州铁路局，是四等站，本站及相邻上下行区间均为电气化区段。